# Bigotismo

Bandera de los regímenes bigotistas de Borduria y San Theodoros.

El bigotismo es una ideología y forma de gobierno ficticia, creada por el historietista Hergé en su serie Las aventuras de Tintín.

## Características
El bigotismo es un régimen totalitarista de partido único, en el que se rinde culto a su líder. Según se da a entender, el nombre bigotismo proviene de los bigotes del Mariscal Plekszy-Gladz, máximo gobernante de Borduria, donde nació esta ideología. Así mismo, todos los agentes del gobierno bordurio llevan bigotes, y éste es el icono del partido bigotista. La primera vez que se hace mención al bigotismo es en El asunto Tornasol; luego, gracias al apoyo que Borduria le da al General Tapioca, la República de San Theodoros vive un régimen bigotista durante Tintín y los Pícaros.

## Inspiración
El bigotismo puede ser entendido como una parodia a los regímenes totalitarios de partido único y culto al líder inspirados en el fascismo y en el comunismo, como la Alemania nazi, la Italia fascista, la Unión Soviética de Iósif Stalin o la China de Mao Zedong.